# Вехти
Ве́хти (рос. Вехти) — присілок у складі Куртамиського округу Курганської області, Росія.
Населення — 240 осіб (2010, 289 у 2002).
Національний склад станом на 2002 рік:
- росіяни — 99 %